# Salaison
Pour les articles homonymes, voir Salaison (homonymie).

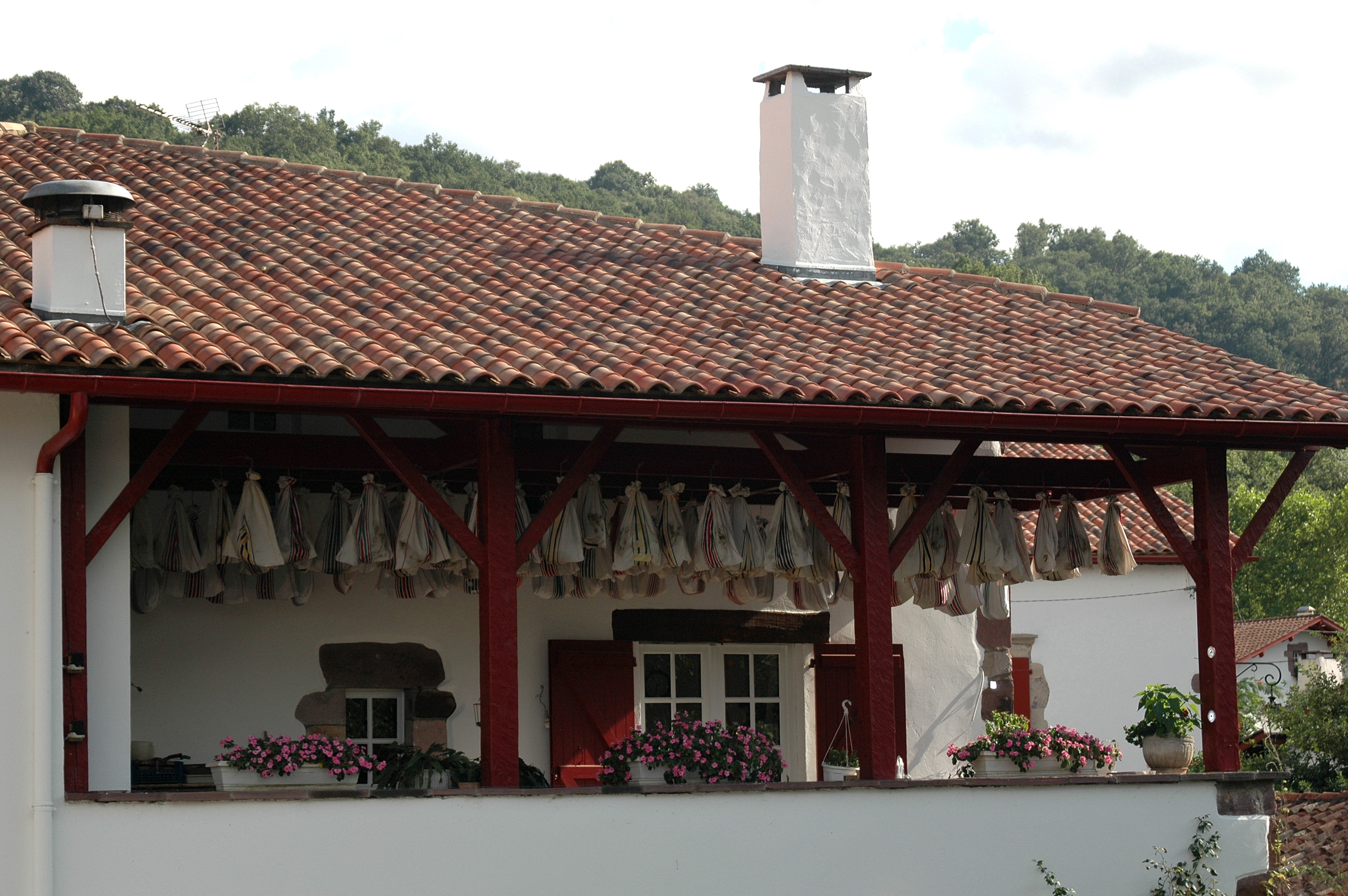
Salaisons séchant à l'air libre à Saint-Étienne-de-Baïgorry, dans le Pays basque.

La salaison ou salage est une méthode de conservation des aliments par le sel. Ce procédé utilise le bain de saumure ou du sel sec. Il s'agit d'une méthode de conservation des aliments par diminution de l'activité de l'eau.
Par métonymie, une salaison est un produit vivrier issu de l'agriculture, de l'élevage, de la chasse ou de la pêche, non transformé et conservé grâce au procédé de salaison.

## Salage et salaison

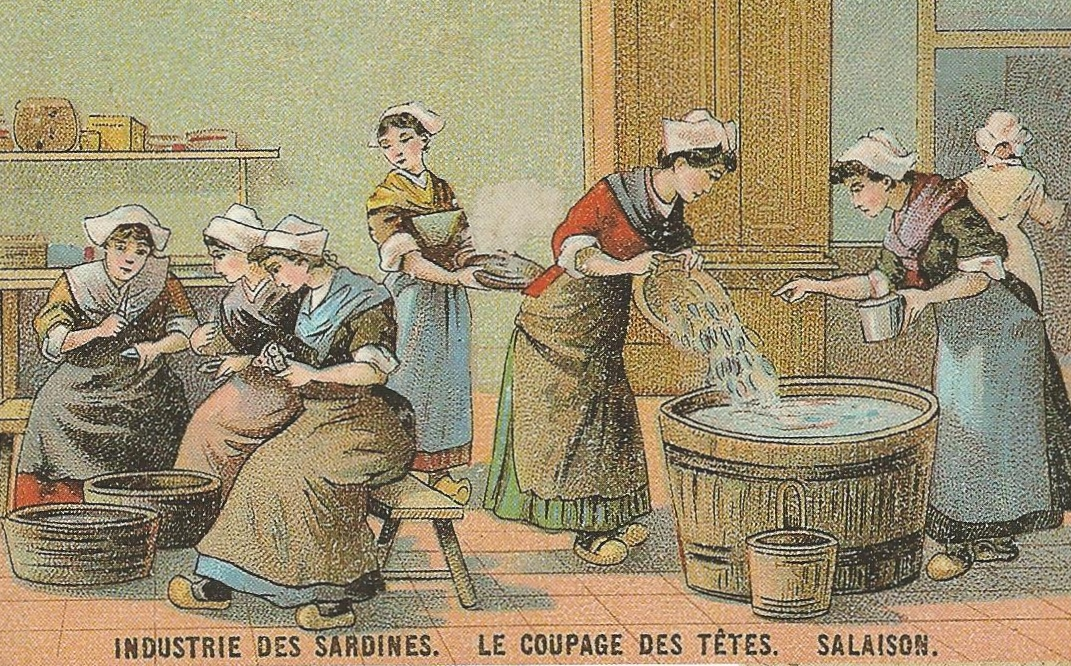
Sardinerie : le coupage des têtes et la salaison (dessin de 1908).

Les deux termes sont synonymes par le fait qu’ils dérivent tous deux du verbe saler et que les suffixes -age et -aison indiquent tous deux l’action de saler quelque-chose, néanmoins le deuxième désigne aussi le produit fini : une salaison.
Antoine Furetière donnait cependant des sens différents à ces mots dans son Dictionnaire universel contenant généralement tous les mots françois, tant vieux que modernes, et les termes de toutes les sciences et des arts paru en 1690 :

« Salage : Action de saler et la quantité de sel qui s’y consomme. Il faut tant de minots de sel pour le salage d’un cochon. Le salage ou le sel dont on a besoin pour le saler, coute plus que l’achat de la bête. Il y a aussi en quelques lieux un droit de salage, qui est un droit de prendre du sel sur chaque bateau qui arrive en certains ports. »

« Salaison  : Saison où on a coutume de saler. Au temps de la salaison des harengs, des morues, des cochons, on débite bien du sel. »

Quatre ans plus tard, le premier Dictionnaire de l'Académie française était moins précis, passant salage sous silence et donnant pour salaison la définition : « Action de saler. La salaison du beurre, des porcs se fait en tel temps. pendant la salaison. pendant le temps de la salaison ».
Au fil du temps, le mot salaison est passé d’une période à l’action du salage exclusivement dans le domaine de l’alimentation et son pluriel, salaisons, indique des denrées alimentaires conservées par le sel.

## Historique

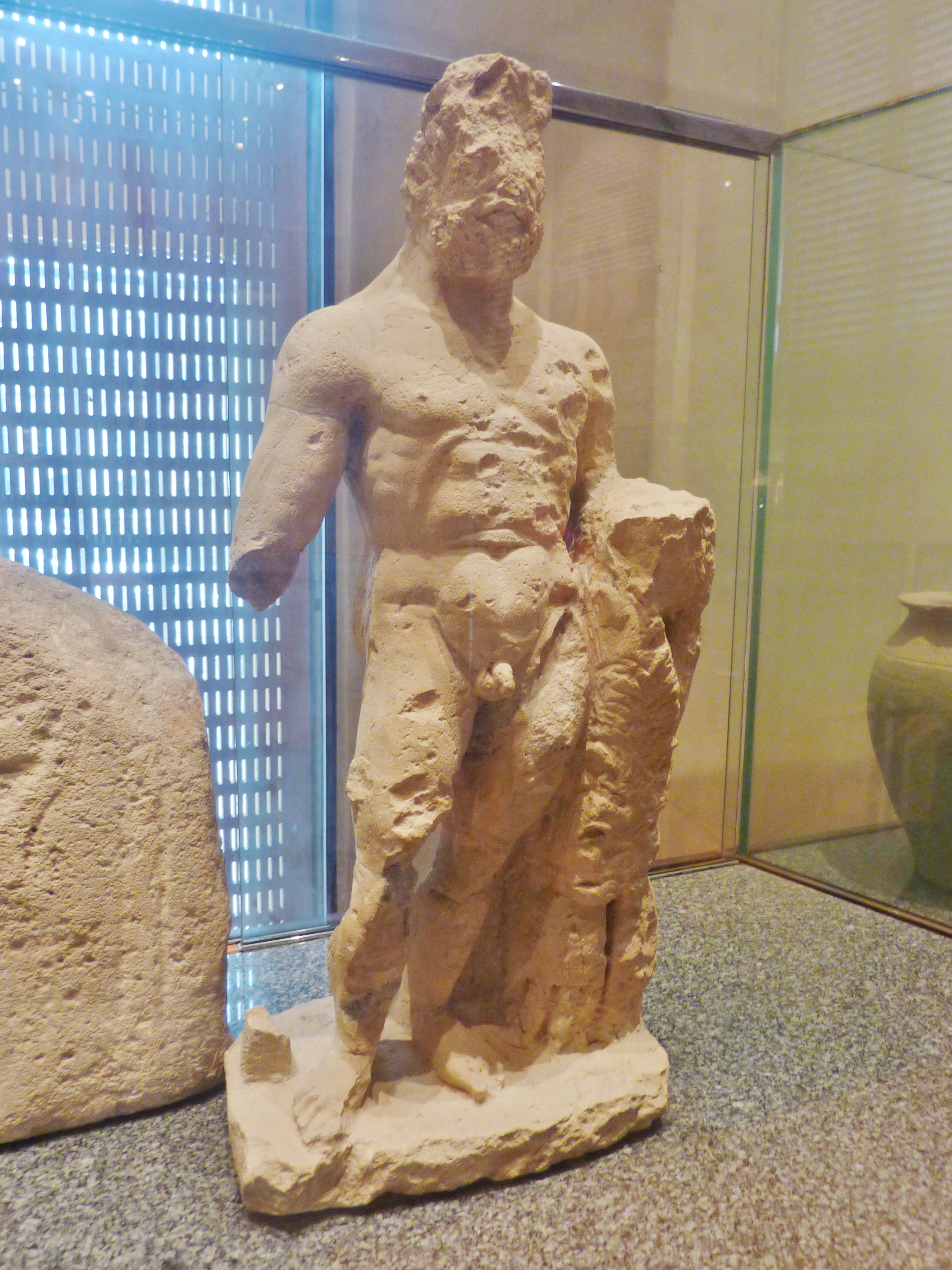
Statue d'Hercule, trouvée dans une cuve servant à la salaison près du Port-Rhu. Datée du IIIe siècle, elle est exposée au musée départemental breton de Quimper.

Produit naturel, le sel est récolté dès la plus haute Antiquité au bord des lacs et des oasis comme le long des littoraux où vont être créés parfois des sauneries. L’homme le recueille aussi là où il affleure le sol comme près de Shabwa, dans le Yémen  puis va creuser des mines pour en extraire ce minéral. Que ce soit sous la forme de chlorure de sodium, de halite ou de natron, le sel sert d’exhausteur de gout et augmente la sapidité  des aliments, mais il permet également la conservation de certaines denrées, et particulièrement de la viande et du poisson.
Les premiers salages ont évidemment été empiriques ; la pratique de la conservation par le sel s’est appliquée dans l’alimentation comme lors de rites funéraires pour la momification, notamment dès l’Égypte antique.

## Salage de la viande

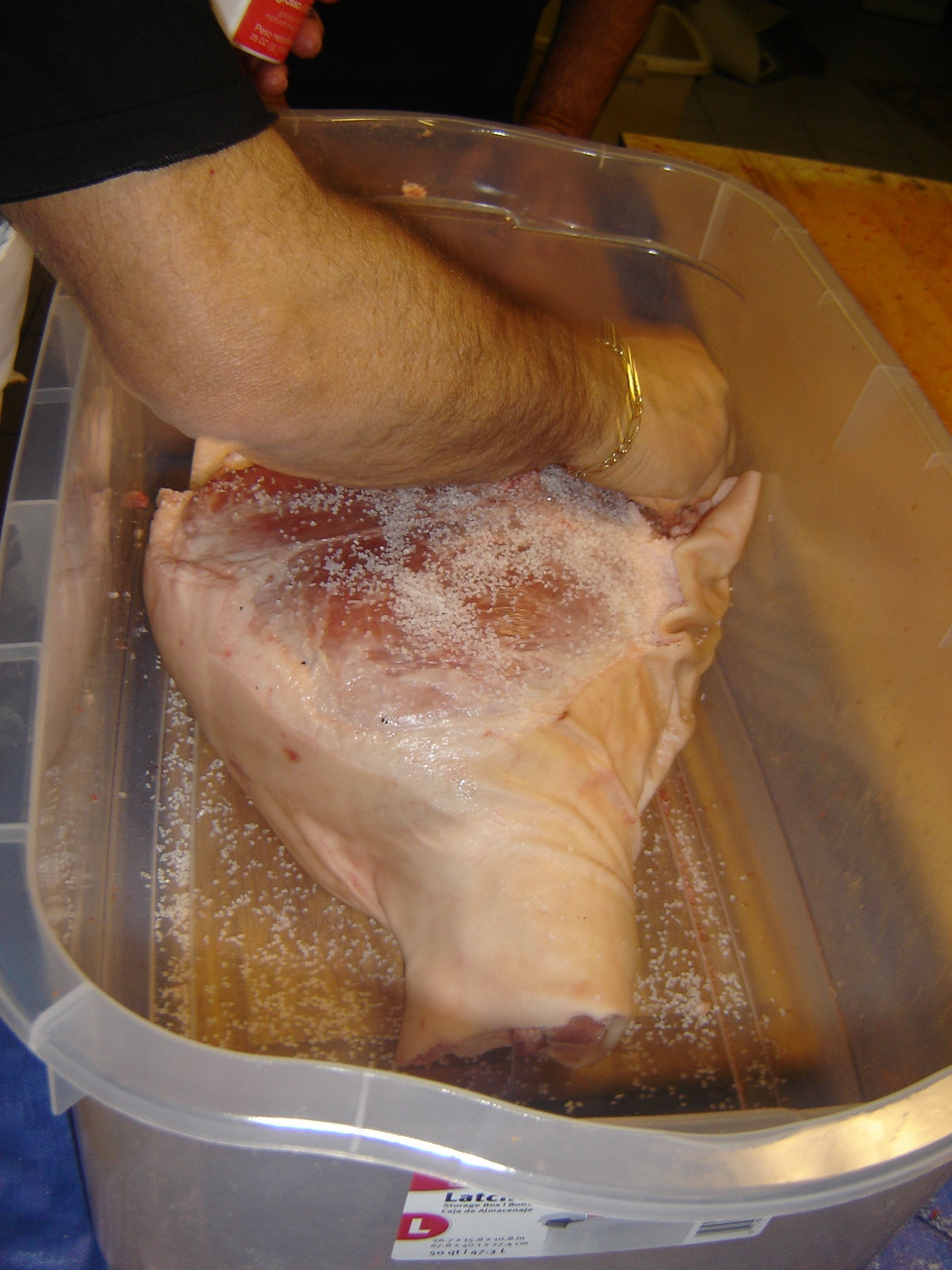
Salage d’un jambon.

Le salage se pratique soit à sec soit en saumure selon le type de viande à disposition et la durée de conservation souhaitée. Pour une longue conservation, la viande doit être ferme et moyennement grasse, provenant plutôt d’un animal âgé que d’un jeune (les Irlandais utilisaient pour leurs salaisons destinées à l’exportation des bêtes âgées d'au moins cinq ans, les Hambourgeois des bœufs de seize ans et plus).
Pour le salage à sec, on frotte la viande avec du sel mélangé de salpêtre ou de cendres de bois avant de presser fortement les pièces les unes sur les autres ; cette opération est réitérée quatre fois, de huit jours en huit jours. Les pièces sont ensuite saupoudrées de sel pour absorber l’humidité, et mise à sécher dans un local chaud. Pour une conservation de longue durée, la viande saupoudrée de sel est frottée jusqu’à parfaite saturation dans ses moindres crevasses, saupoudrée à nouveau et laissée en repos pendant 24 à 48 heures avant d’être fortement comprimée. Une saumure s’en écoule qui est mise à bouillir et va servir à arroser les pièces avant qu’on ne les re-saupoudre de sel et qu’on ne les place en tonneaux (idéalement en chêne, le sapin donnant un goût à la salaison).
La saumure est aussi le bain d’eau plus ou moins fortement salée dans laquelle on plonge la viande. Elle peut provenir de sources naturellement salées comme celles de Luminiş ou celle de Mărgineni que les habitants utilisent encore un peu au XXIe siècle. En fonction de la salinité de l’eau et du type de saumurage à effectuer, on pouvait y ajouter du sel acheté dans le commerce et on évaluait le degré de salinité par un moyen déjà en usage chez les anciens Romains : l’œuf frais qui, jeté dans la saumure, surnage et indique ainsi que la concentration est bonne pour la conservation de la viande, du fromage ou du poisson,.
Quelle que soit l’origine de l’eau, lorsque la saumure est prête, on y immerge totalement la viande et la laisse s’imprégner. Certains l’y laissent en permanence, d’autres la retirent au bout de quelques semaines pour la pendre et la sécher. Il semble que l’humidité du climat intervienne dans le choix du salage à sec ou en saumure.

### Méthode simple

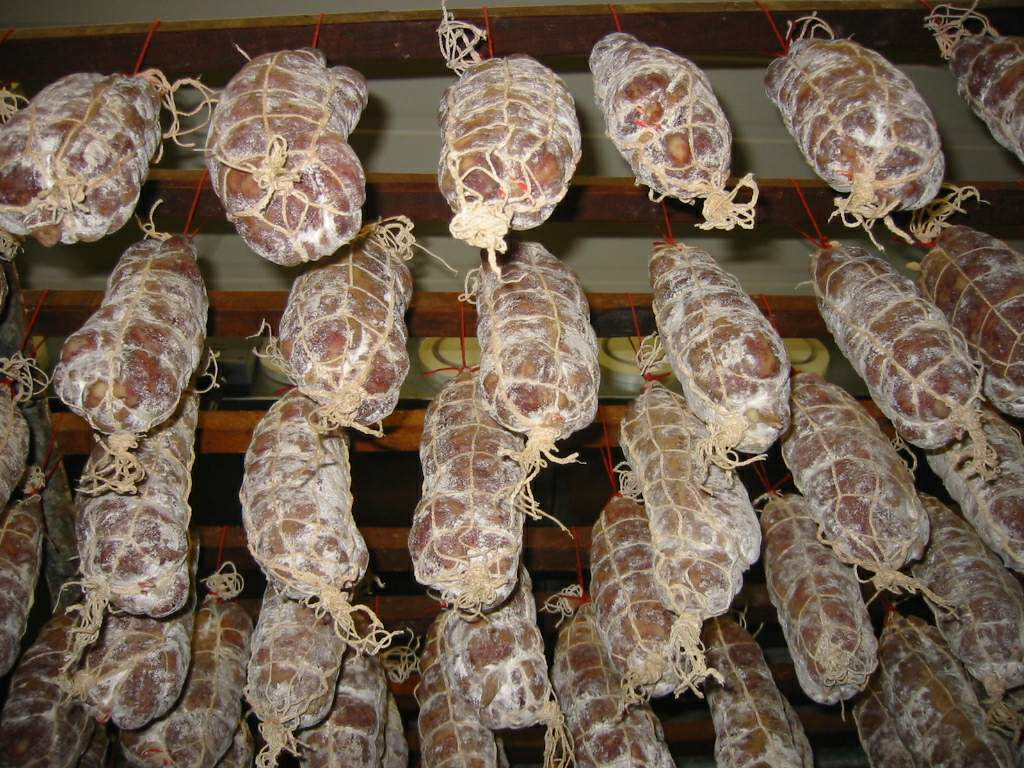
Salaison de montagne :
saucissons séchant sur claies.

Frottement des morceaux de viande avec du sel (2 kg de sel pour 10 kg de viande) afin de le faire rentrer, puis disposition de la viande dans un saloir en intercalant une couche de viande avec une couche de sel pendant six mois au cours desquels des ferments lactiques développeront un milieu acide garantissant la non putréfaction des viandes.

### Méthode avec mélange
La salaison des charcuteries dites « crues », avec un mélange de sel, de nitrate de sodium ou de potassium et/ou des sels de nitrites de sodium accélère et copie (elle permet de donner rapidement une apparence qui ressemble à celle qui apparaîtrait naturellement). Dans la salaison sur les produits cuits et les produits étuvés, les additifs nitrés donnent de la couleur à des produits qui n'en ont pas. En effet, à l'état naturel, le jambon cuit est blanc-gris ou marron, comme les rillettes ou le rôti de porc (c'est ce qui a donné son nom au jambon « blanc »).

### Efficacité
Les microorganismes qui provoquent la putréfaction de la viande ont besoin d’eau libre pour se développer. Mis en contact avec l’eau existant dans la chair, le sel se dissout en ions Na+ et Cl-, formant un soluté ; la quantité d’eau disponible pour les microorganismes, mesurable en aw, diminue donc. D’autre part, les cellules des microorganismes, placés dans une solution hypertonique, vont perdre de l’eau par le phénomène d’osmose, au point de ne plus pouvoir parfois fonctionner et d’être lysées.
Le sel n’exerce son action bactériostatique qu’à partir de 10 % de concentration ; ce pourcentage permet de se passer de l’entreposage au froid des aliments salés mais implique de devoir dessaler l’aliment avant la cuisson en le lavant et en l’immergeant dans une grande quantité d’eau potable, renouvelée plusieurs fois, durant plusieurs heures, voire pendant un jour entier.

## Salaisons fumées
Les viandes salées peuvent ou non être fumées. En France dans la région de la Franche-Comté, les paysans du Haut-Doubs ont développé une technique de fumaison de salaisons dans les tuyés, fumoirs en pierre ou cheminées en bois. La fabrication traditionnelle salaisons fumées du Haut-Doubs comme la saucisse de Morteau et la saucisse de Montbéliard a été inscrite à l'Inventaire du patrimoine culturel immatériel en France, depuis 2017.